# 発見☆ぐらッチェ!!
『発見☆ぐらッチェ!!』（はっけん ぐらッチェ）とは、2004年4月8日から2005年3月10日まで、東北放送（TBCテレビ）で毎週木曜18:55 - 19:54（JST）に放送されていた宮城県ローカルの情報バラエティ番組である。通称『ぐらッチェ!』。

## 概要
本番組は『体感TVぐらまらす』を一新させたローカル情報番組である。2005年春のTBS大改編により、1年で終了した。
その後、東北放送の木曜19時枠はTBS同時ネットとなり、ローカル情報番組枠は平日14時台に移動し、『2時のチャイハネ』をスタートさせたが、こちらもTBSの番組改編のため、1年で終了した。2006年4月からは月1回の情報番組として『ふしぎのトビラ』が放送されていたが東北地方太平洋沖地震（東日本大震災）の影響で2011年2月を以て終了した。

## 出演者

### 司会
- 石川太郎（東北放送アナウンサー、前番組『体感TVぐらまらす』から再起用）

### レギュラー
- 橋浦多美
- きぬ（前番組『体感TVぐらまらす』から引き続き出演。後番組『2時のチャイハネ』へも続投。）
- 荻原明香（同上）
- 松本有美
- 宗方のとか

## 放送時間
- 2004年4月8日 - 2005年3月10日 木曜18:55 - 19:54(JST)

| 東北放送（TBCテレビ）木曜19時台 | 東北放送（TBCテレビ）木曜19時台 | 東北放送（TBCテレビ）木曜19時台              |
| 前番組                          | 番組名                          | 次番組                                       |
| ------------------------------- | ------------------------------- | -------------------------------------------- |
| 体感TVぐらまらす                | 発見☆ぐらッチェ!!               | 情報ドラマチック もくげき! 【TBS同時ネット】 |